# Bishop Auckland
Bishop Auckland è una cittadina di 25 455 abitanti della contea di Durham, in Inghilterra.

## Monumenti e luoghi d'interesse
- Castello di Auckland, ex-sede dei vescovi di Durham.[1][2]
- Castello di Witton

## Amministrazione

### Gemellaggi
- Ivry-sur-Seine, Francia

## Economia
Nel territorio della cittadina è presente la sede della Covenant Publishing.